# Taylor Leier
Taylor Leier (né le 15 février 1994 à Saskatoon dans la province de Saskatchewan au Canada) est un joueur professionnel canadien de hockey sur glace. Il évolue au poste d'ailier gauche.

## Biographie
Après avoir complété sa première saison dans la LHOu avec les Winterhawks de Portland, il est repêché au quatrième tour, 117e rang au total, par les Flyers de Philadelphie lors du repêchage d'entrée dans la LNH 2012. 
Il devient professionnel en 2014 avec les Phantoms de Lehigh Valley, équipe affiliée aux Flyers dans la LAH. Il fait ses débuts dans la LNH avec les Flyers la saison suivante, en prenant part à 6 parties.
Le 17 janvier 2019, il est échangé aux Sabres de Buffalo en retour de l'attaquant Justin Bailey.

## Statistiques

### En club
| Saison     | Équipe                    | Ligue          |                   | Saison régulière  | Saison régulière  | Saison régulière  | Saison régulière  | Saison régulière  |                   | Séries éliminatoires | Séries éliminatoires | Séries éliminatoires | Séries éliminatoires | Séries éliminatoires |
| Saison     | Équipe                    | Ligue          | PJ                | B                 | A                 | Pts               | Pun               | PJ                | B                 | A                    | Pts                  | Pun                  |                      |                      |
| 2011-2012  | Winterhawks de Portland   | LHOu           | 72                | 13                | 24                | 37                | 36                | 22                | 5                 | 2                    | 7                    | 12                   |                      |                      |
| 2012-2013  | Winterhawks de Portland   | LHOu           | 64                | 27                | 35                | 62                | 63                | 21                | 9                 | 7                    | 16                   | 12                   |                      |                      |
| 2013-2014  | Winterhawks de Portland   | LHOu           | 62                | 37                | 42                | 79                | 42                | 21                | 6                 | 20                   | 26                   | 10                   |                      |                      |
| 2014-2015  | Phantoms de Lehigh Valley | LAH            | 73                | 13                | 18                | 31                | 18                | -                 | -                 | -                    | -                    | -                    |                      |                      |
| 2015-2016  | Phantoms de Lehigh Valley | LAH            | 71                | 20                | 29                | 49                | 37                | -                 | -                 | -                    | -                    | -                    |                      |                      |
| 2015-2016  | Flyers de Philadelphie    | LNH            | 6                 | 0                 | 0                 | 0                 | 0                 | -                 | -                 | -                    | -                    | -                    |                      |                      |
| 2016-2017  | Phantoms de Lehigh Valley | LAH            | 48                | 13                | 24                | 37                | 16                | 5                 | 1                 | 0                    | 1                    | 2                    |                      |                      |
| 2016-2017  | Flyers de Philadelphie    | LNH            | 10                | 1                 | 1                 | 2                 | 4                 | -                 | -                 | -                    | -                    | -                    |                      |                      |
| 2017-2018  | Flyers de Philadelphie    | LNH            | 39                | 1                 | 4                 | 5                 | 6                 | -                 | -                 | -                    | -                    | -                    |                      |                      |
| 2018-2019  | Phantoms de Lehigh Valley | LAH            | 34                | 10                | 9                 | 19                | 26                | -                 | -                 | -                    | -                    | -                    |                      |                      |
| 2018-2019  | Americans de Rochester    | LAH            | 35                | 12                | 11                | 23                | 20                | 3                 | 0                 | 1                    | 1                    | 0                    |                      |                      |
| 2019-2020  | Americans de Rochester    | LAH            | 27                | 11                | 6                 | 17                | 4                 | -                 | -                 | -                    | -                    | -                    |                      |                      |
| 2020-2021  | HC Oceláři Třinec         | Extraliga Tch. | 10                | 1                 | 4                 | 5                 | 4                 | -                 | -                 | -                    | -                    | -                    |                      |                      |
| 2020-2021  | Adler Mannheim            | DEL            | 20                | 5                 | 5                 | 10                | 10                | 6                 | 1                 | 1                    | 2                    | 0                    |                      |                      |
| 2021-2022  | Straubing Tigers          | DEL            | 54                | 16                | 24                | 40                | 20                | 4                 | 2                 | 0                    | 2                    | 2                    |                      |                      |
| 2022-2023  | Straubing Tigers          | DEL            | 55                | 21                | 34                | 55                | 23                | 7                 | 0                 | 4                    | 4                    | 0                    |                      |                      |
| 2023-2024  | Linköping HC              | SHL            | Saison en cours ? | Saison en cours ? | Saison en cours ? | Saison en cours ? | Saison en cours ? | Saison en cours ? | Saison en cours ? | Saison en cours ?    | Saison en cours ?    | Saison en cours ?    |                      |                      |
| Totaux LNH | Totaux LNH                | Totaux LNH     | 55                | 2                 | 5                 | 7                 | 10                | -                 | -                 | -                    | -                    | -                    |                      |                      |

### En équipe nationale
| Année | Équipe     | Compétition                 |   | PJ | B | A | Pts | Pun      |  | Résultat |
| 2014  | Canada U20 | Championnat du monde junior | 7 | 0  | 0 | 0 | 6   | 4e place |  |          |

## Trophées et honneurs personnels
- 2012-2013 : champion de la Coupe Ed Chynoweth avec les Winterhawks de Portland.